# (312) Pierretta
(312) Pierretta ist ein Asteroid des mittleren Hauptgürtels, der am 28. August 1891 vom französischen Astronomen Auguste Charlois am Observatoire de Nice entdeckt wurde.
Ein Bezug dieses Namens zu einer Person oder einem Ereignis ist nicht bekannt.

## Wissenschaftliche Auswertung
Mit Daten radiometrischer Beobachtungen im Infraroten mit der Infrared Telescope Facility (IRTF) am Mauna-Kea-Observatorium auf Hawaiʻi vom 3. Dezember 1980 wurden für (312) Pierretta erstmals Werte für den Durchmesser und die Albedo von 50 km und 0,15 bestimmt. Aus Ergebnissen der IRAS Minor Planet Survey (IMPS) wurden 1992 Angaben zu Durchmesser und Albedo für zahlreiche Asteroiden abgeleitet, darunter auch (312) Pierretta, für die damals Werte von 50,0 km bzw. 0,20 erhalten wurden. Eine Auswertung von Beobachtungen durch das Projekt NEOWISE im nahen Infrarot führte 2011 zu vorläufigen Werten für den Durchmesser und die Albedo im sichtbaren Bereich von 47,2 km bzw. 0,22. Nach neuen Messungen mit NEOWISE wurden die Werte 2014 auf 46,2 km bzw. 0,23 korrigiert.
Photometrische Messungen des Asteroiden fanden erstmals statt vom 19. August bis 14. Oktober 1993 an der Außenstelle Tschuhujiw des Charkiw-Observatoriums in der Ukraine. Aus der während vier Nächten aufgezeichneten Lichtkurve wurde eine Rotationsperiode von 10,282 h bestimmt.
Aus archivierten Daten des Uppsala Asteroid Photometric Catalogue (UAPC) konnte in einer Untersuchung von 2009 für (312) Pierretta nur eine retrograde Rotation, allerdings mit einer deutlich kürzeren Periode von 10,20768 h abgeleitet werden.
Eine Auswertung von archivierten Lichtkurven des United States Naval Observatory in Arizona, der Catalina Sky Survey und der Siding Spring Survey ermöglichte dann in einer Untersuchung von 2011 erstmals die Berechnung eines dreidimensionalen Gestaltmodells des Asteroiden für zwei alternative Positionen der Rotationsachse mit retrograder Rotation und einer Periode von 10,20764 h. Im Jahr 2021 wurde aus archivierten Daten und photometrischen Messungen von Gaia DR2 erneut eine Rotationsachse mit retrograder Rotation berechnet. Die Rotationsperiode wurde dabei zu 10,20765 h bestimmt.
Zwischen 2012 und 2018 wurden mit der All-Sky Automated Survey for Supernovae (ASAS-SN) auch photometrische Daten von 20.000 Asteroiden aufgezeichnet. Auf mehr als 5000 davon konnte erfolgreich die Methode der konvexen Inversion angewendet werden, darunter auch (312) Pierretta, für die in einer Untersuchung von 2021 ein verbessertes dreidimensionales Gestaltmodell für zwei alternative Rotationsachsen mit retrograder Rotation und einer Periode von 10,2076 h berechnet wurde.
Aus archivierten Daten des Asteroid Terrestrial-impact Last Alert System (ATLAS) aus dem Zeitraum 2015 bis 2018 konnte in einer Untersuchung von 2022 mit der Methode der konvexen Inversion eine Rotationsperiode von 10,2075 h bestimmt werden. Im Jahr 2023 wurde aus photometrischen Messungen von Gaia DR3 erneut ein dreidimensionales Gestaltmodell des Asteroiden für zwei alternative Rotationsachsen mit retrograder Rotation und einer Periode von 10,2075 h berechnet.